# I. e. 181
Évszázadok: i. e. 3. század – i. e. 2. század – i. e. 1. század
Évtizedek: i. e. 230-as évek – i. e. 220-as évek – i. e. 210-es évek – i. e. 200-as évek – i. e. 190-es évek – i. e. 180-as évek – i. e. 170-es évek – i. e. 160-as évek – i. e. 150-es évek – i. e. 140-es évek – i. e. 130-as évek
Évek: i. e. 186 – i. e. 185 – i. e. 184 – i. e. 183 –  i. e. 182 – i. e. 181 – i. e. 180 – i. e. 179 – i. e. 178 – i. e. 177 – i. e. 176

## Események

### Róma
- Publius Cornelius Cethegust és Marcus Baebius Tamphilust választják consulnak. Mindkettejüket a lázadó ligurok ellen küldik.
- Sok áldozatot szedő járvány tombol Rómában, a Szardínián kitörő lázadás elfojtására nem tudnak elegendő új katonát sorozni.
- Az ingaunus ligurok beszorítják táborába az előző évi consult, Lucius Aemilius Paullust, akinek fővezéri tisztségét a consulok érkezéséig meghosszabbították. Segítség nem érkezik, mert a Pisaeben táborozó proconsuli sereget Szardíniába küldték. L. Aemilius meglepetésszerűen kitör a táborból és megfutamítja a ligurokat, seregük nagy részét levágja és azok törzsei leteszik a fegyvert.
- Megtalálják Numa Pompilius római király sírját, amelyben nincs holttest, csak püthagoreánus iratok. Utóbbiakat - mivel a vallási hagyományokat rombolónak tartják - nyilvánosan elégetik.
- Q. Fulvius Flaccus praetor legyőzi a Hispania Citeriorban fellázadó keltibereket.
- Gallia Cisalpinában megalapítják Aquileia coloniát.

### Hellenisztikus birodalmak
- Kis-Ázsiában a Pontosz és Pergamon közötti területi viták fegyveres konfliktussá eszkalálódnak. I. Pharnakész pontoszi király nagy sereggel bevonul Galatiába. A háborút a római követek érkezése után felfüggesztik.
- V. Philipposz makedón király megmérgezteti fiatalabbik fiát, Démétrioszt, akit bátyja Perszeusz a rómaiakkal való összeesküvéssel vádol.

## Fordítás
- Ez a szócikk részben vagy egészben  a(z)   181 BC című angol Wikipédia-szócikk ezen változatának fordításán alapul.  Az eredeti cikk szerkesztőit annak laptörténete sorolja fel. Ez a jelzés csupán a megfogalmazás eredetét és a szerzői jogokat jelzi, nem szolgál a cikkben szereplő információk forrásmegjelöléseként.